# Километр в час
Километры в час (км/ч) — внесистемная единица измерения скорости. Объект, движущийся со скоростью 1 км/ч, преодолевает за один час один километр. Измерение скорости в км/ч стало более употребляемым по сравнению с м/с, так как легче воспринимается человеком, в частности, водителями транспортных средств (счёт времени обычно идёт на часы, а не на секунды, а счёт расстояния — на километры, а не на метры).

## Некоторые скорости в км/ч

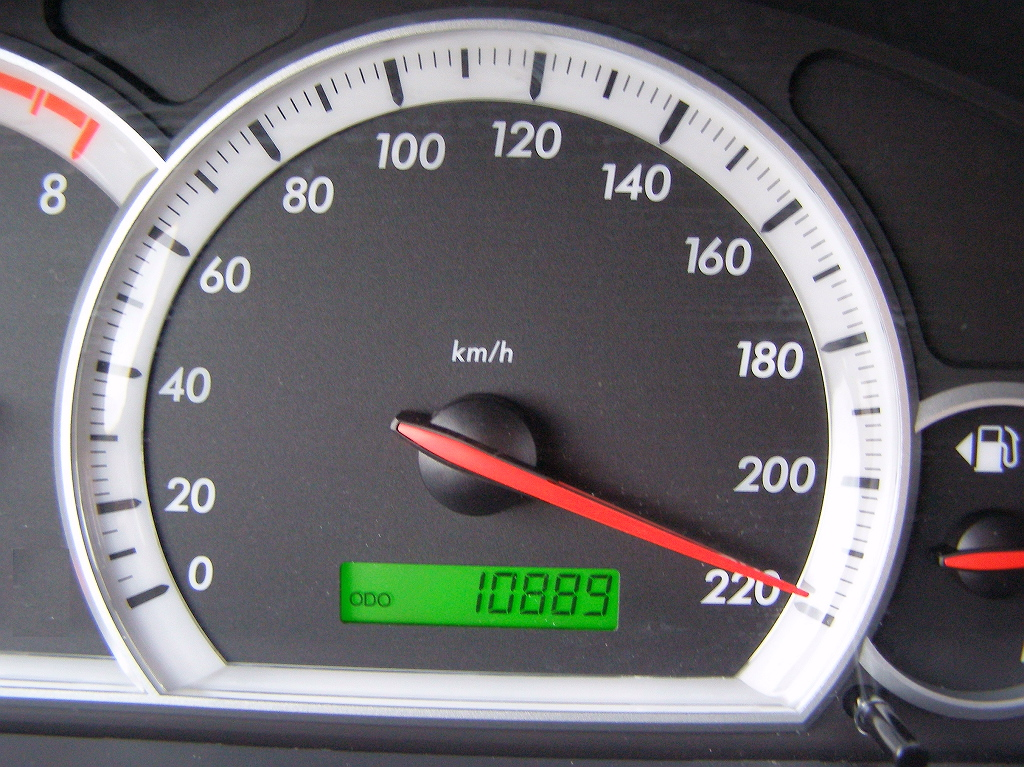
Автомобильный спидометр с измерением скорости в км/ч

- 5 км/ч — средняя скорость пешехода[1]
- 15 км/ч — средняя скорость велосипедиста в городе[2]
- 24 км/ч — средняя скорость автомобиля в городе[3][4]
- 60 км/ч (1 км/мин) — максимально разрешённая скорость автомобилей в населённых пунктах Российской Федерации
- 431 км/ч — Bugatti Veyron (модификация Super Sport), самый быстрый серийный автомобиль в мире
- 574,8 км/ч — максимальная скорость скоростного поезда TGV POS[5]
- 900 км/ч — авиалайнер
- 1193 км/ч — скорость звука в воздухе при температуре 0 °C
- 1 079 252 848,8 км/ч (299 792,5 км/c) — скорость света в вакууме

## Пересчёт между км/ч и другими единицами
- 1 км/ч ≈ 0,27778 м/с ≈ 0,62137 миль[6]/час ≈ 0,54 узлов
- 1 м/с = 3,6 км/ч (точно)
- 1 миля/час[6] ≈ 1,6093 км/ч
- 1 узел = 1,852 км/ч (точно)
- 1 фут в секунду = 1,09728 км/ч